# Festival international du film de Tirana
Le Festival international du film de Tirana (TIFF) est un événement culturel cinématographique annuel créé en 2003 et se déroulant à Tirana, en Albanie.
C'est le premier festival international de cinéma en Albanie et est aussi l'événement cinématographique le plus important du pays.

## Récompenses
Le festival est compétitif avec le jury de la section internationale qui décerne plusieurs prix, notamment le "Golden Owl" du meilleur long métrage.

## Histoire
Le festival est organisé chaque année par le Centre national albanais de la cinématographie. Il comporte trois catégories distinctes et combine des longs et des courts métrages, tant en fiction, documentaire, animation qu'expérimental. Le festival est ouvert à tous les cinéastes du monde entier et accepte également les œuvres d'étudiants,.

## Lauréats
Liste des gagnants du "Golden Owl" :
| Année | Titre                  | Titre original         | Réalisateur                        | Pays               |
| ----- | ---------------------- | ---------------------- | ---------------------------------- | ------------------ |
| 2003  |                        | The Last Gunman        | Alessandro Dominici                | Italie             |
| 2004  |                        | Family Portrait        | Ellery Ngiam                       | Singapour          |
| 2005  |                        | Before I Go            | Heiko Hahn                         | Allemagne          |
| 2006  | Optimisti              | Оптимисти              | Goran Paskaljević                  | Serbie             |
| 2007  | Salvador (Puig Antich) | Salvador               | Manuel Huerga                      | Espagne            |
| 2008  |                        | Annem Sinema Ögreniyor | Nesimi Yetik                       | Allemagne          |
| 2009  |                        | La mujer sin Piano     | Javier Rebollo                     | Espagne            |
| 2010  |                        | Zeny v pokuseni        | Jiri Vejdelek                      | République tchèque |
| 2011  |                        | Punk's Not Dead (en)   | Vladimir Blazevski                 | Macédoine du Nord  |
| 2012  |                        | Sibir. Monamur         | Slava Ross                         | Russie             |
| 2013  |                        | Seven Lucky Gods (de)  | Jamil Dehlavi                      | Royaume-Uni        |
| 2014  | Termitaria             | Nuwebe                 | Joseph Israel Laban                | Philippines        |
| 2015  | Babai, mon père        | Babaï                  | Visar Morina                       | Kosovo             |
| 2016  |                        | Höre die Stille        | Ed Ehrenberg                       | Allemagne          |
| 2017  | Glory                  | Слава                  | Kristina Grozeva, Petar Valtchanov | Bulgarie           |
| 2018  | Irina (en)             | Ирина                  | Nadejda Koseva                     | Bulgarie           |